# 崔夏英
崔夏英（韓語：최하영，1998年—），韩国大提琴演奏家，毕业于韩国艺术综合大学和德国克隆勃格音乐学院，2022年伊丽莎白王后国际音乐比赛、2018年克里斯托弗·潘德列茨基大提琴大赛、2011年约翰内斯·勃拉姆斯国际比赛大提琴金奖获得者。

## 奖项
- 2022年：伊丽莎白王后国际音乐比赛大提琴金奖
- 2018年：克里斯托弗·潘德列茨基大提琴大赛金奖[3][4]
- 2011年：约翰内斯·勃拉姆斯国际比赛（英语：International Johannes Brahms Competition）大提琴金奖[2][3][4]